# Pelargonium crassipes
Pelargonium crassipes är en näveväxtart som beskrevs av William Henry Harvey. Pelargonium crassipes ingår i släktet pelargoner, och familjen näveväxter. Inga underarter finns listade i Catalogue of Life.